# Ptychoptera byersi
Ptychoptera byersi är en tvåvingeart som beskrevs av Alexander 1966. Ptychoptera byersi ingår i släktet Ptychoptera och familjen glansmyggor.
Artens utbredningsområde är Kalifornien. Inga underarter finns listade i Catalogue of Life.